# NTC Senec
NTC Senec – kompleks piłkarski w Sencu, na Słowacji. Jego budowa rozpoczęła się w grudniu 2001 roku, a otwarcie miało miejsce 6 września 2003 roku. Główny stadion kompleksu może pomieścić 3264 widzów. Na obiekcie jedno spotkanie towarzyskie rozegrała reprezentacja Słowacji, 23 maja 2014 roku z Czarnogórą (2:0). Rozegrano tutaj również finał Pucharu Słowacji w sezonie 2008/09 (20 maja 2009 roku: MFK Košice – FC Artmedia Petržalka 3:1) oraz trzy spotkania o Superpuchar Słowacji (w latach 2004, 2005 i 2007). Obiekt był także jedną z aren piłkarskich Mistrzostw Europy kobiet U-19 w 2016 roku. Rozegrano na nim trzy spotkania fazy grupowej, oba półfinały i finał tego turnieju.